# Helmlingen
Helmlingen ist ein Stadtteil der Stadt Rheinau (Baden).

## Geographie

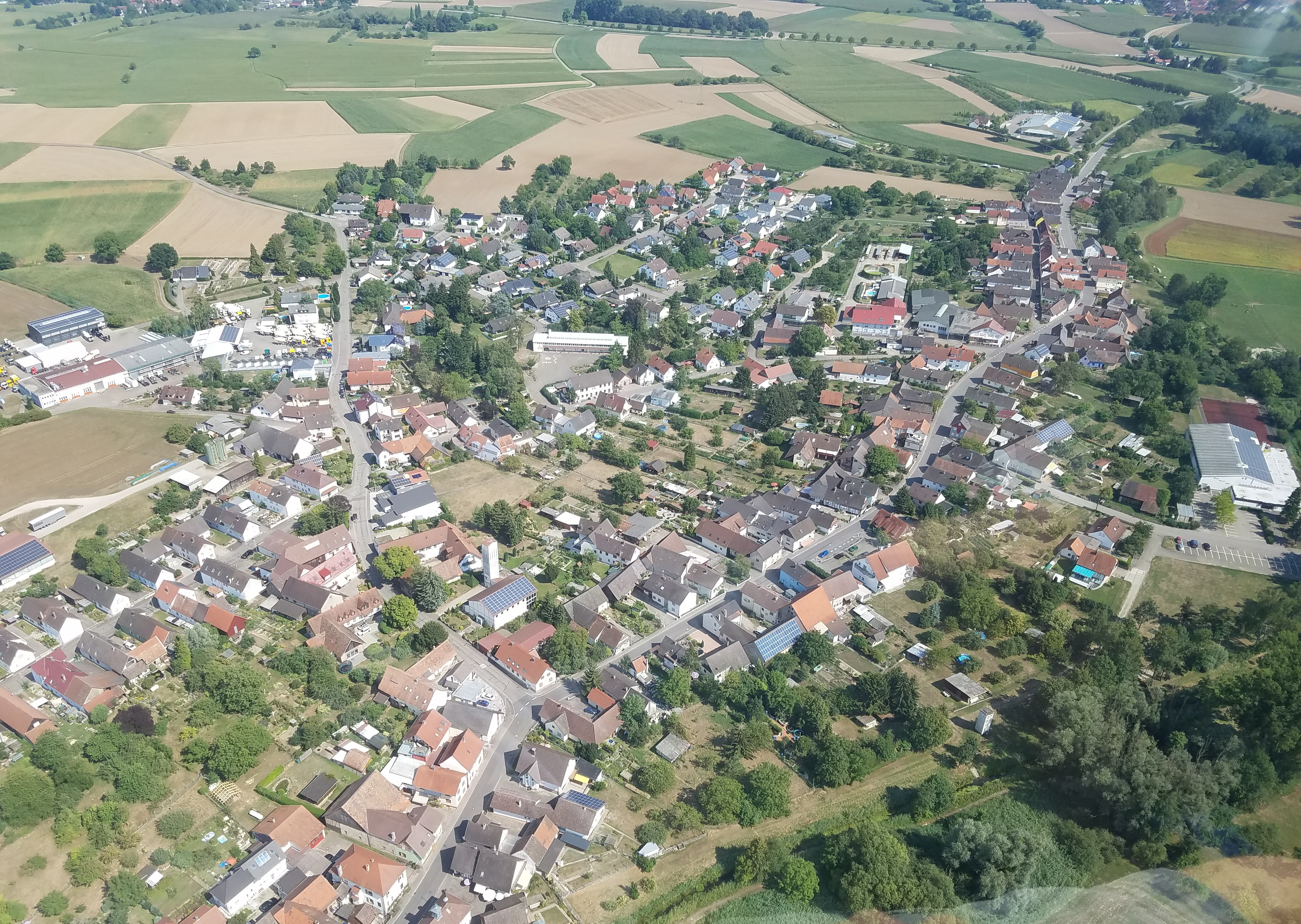
Luftbild des südöstlichen Teils Helmlingens

Der Ort hat eine Fläche von 7,04 km² und zählte im Jahr 2017 887 Einwohner.

### Geographische Lage
Helmlingen ist die nördlichste Siedlung im Ortenaukreis und damit auch im Regierungsbezirk Freiburg. Es liegt in der Oberrheinischen Tiefebene an der deutsch-französischen Grenze. Die Gemarkung Helmlingen, von der fast die Hälfte aus Wald und Gewässern besteht, grenzt im Westen direkt an den Rhein. Auf der Gemarkung liegen außerdem die Wohnplätze „Bahnstation Helmlingen-Muckenschopf“ und „Ziegelhof“.

### Nachbarorte
Die Nachbarorte von Helmlingen sind die Rheinauer Stadtteile Freistett im Südwesten und Memprechtshofen im Südosten, sowie die elsässische Gemeinde Offendorf auf der anderen Seite des Rheins im Westen. In nördlicher und westlicher Richtung grenzt die Gemarkung an die Lichtenauer Stadtteile Lichtenau, Grauelsbaum und Muckenschopf.

## Geschichte

### Ur- und Frühgeschichte
Im Gewann Hagel wurden Abschläge aus Feuerstein und ähnlichem Material aus der Mittelsteinzeit gefunden. Spuren einer Siedlung aus der Jungsteinzeit wurden im Gewann Dörnau ausgegraben. Im Gewann Stein fanden sich die Reste einer römischen Villa rustica. Sie wurde vom 1. bis ins 3. Jahrhundert nach Christus bewirtschaftet. Sie war nach Straßburg orientiert.

### Mittelalter
1154 gehörten auf der heutigen Gemarkung von Helmlingen 2 Hufe zum Ulmer Klosterhof in Schwarzach. Ab dem 13. Jahrhundert lag das Dorf Helmlingen im Amt Lichtenau der Herrschaft Lichtenberg und war allodialer Besitz. Wer vor den Herren von Lichtenberg Besitzer war, ist nicht belegt. 1335 nahmen die mittlere und die jüngere Linie des Hauses Lichtenberg eine Landesteilung vor. Dabei fiel das Amt Lichtenau – und damit Helmlingen – an Ludwig III. von Lichtenberg, der die jüngere Linie des Hauses begründete. Von 1390 bis 1393 verpfändete der verschuldete Heinrich IV. von Lichtenberg-Lichtenau alle Orte des unteren Hanauerlandes – auch Helmlingen – an den Ritter Dietmar von Blumenau.
1423 überfielen die Helmlinger Einwohner zusammen mit den Einwohnern von Renchenloch (heute eine Wüstung in Memprechtshofen) erfolgreich einen Warenzug des Grafen Friedrich von Zollern, der auf dem Weg nach Straßburg war, doch sie wurden gezwungen, die Beute wieder herauszugeben.
Anna von Lichtenberg (* 1442; † 1474) war als Tochter Ludwigs V. von Lichtenberg (* 1417; † 1474) eine von zwei Erbtöchtern mit Ansprüchen auf die Herrschaft Lichtenberg. Sie heiratete 1458 den Grafen Philipp I. den Älteren von Hanau-Babenhausen (* 1417; † 1480), der eine kleine Sekundogenitur aus dem Bestand der Grafschaft Hanau erhalten hatte, um sie heiraten zu können. Durch die Heirat entstand die Grafschaft Hanau-Lichtenberg. Nach dem Tod des letzten Lichtenbergers, Jakob von Lichtenberg, eines Onkels von Anna, erhielt Philipp I. d. Ä. 1480 die Hälfte der Herrschaft Lichtenberg. Die andere Hälfte gelangte an seinen Schwager, Simon IV. Wecker von Zweibrücken-Bitsch. Das Amt Lichtenau gehörte zu dem Teil von Lichtenberg, den die Nachkommen von Philipp und Anna erbten.

### Frühe Neuzeit
Graf Philipp IV. von Hanau-Lichtenberg (1514–1590) führte nach seinem Regierungsantritt 1538 die Reformation in seiner Grafschaft konsequent durch, die nun lutherisch wurde.
Schon 1496 entstand ein größerer Güterkomplex aus dem herrschaftlichen Ackerhof. 1550 erwarb ihn Balthasar Marsteller, jedoch musste er ihn nur 17 Jahre später wieder an die Herrschaft abgeben. Von 1588 bis 1605 war er im Besitz des Junkers Hans Ludwig Zurger von Mutzig. Ein Jahr nach Beginn des Dreißigjährigen Krieges erwarb Junker Bertram von Herspach, r Hofmeister des Grafen von Hanau-Lichtenberg, 1619 den Güterkomplex, der zu dieser Zeit aus Haus, Hof, Hofstatt, Äckern und einem Altwasser, der „Wog“, bestand, für 9000 Gulden. 1622 schickte Reinhard von Schauenburg 35 Mann zur Verstärkung der „Hanauer-Rheinwache“ nach Helmlingen. Von 1634 bis 1635 musste die Bevölkerung auf die Rheininseln fliehen. In den darauf folgenden zwei Jahren wütete zusätzlich die Pest im Hanauerland.
22 Jahre nach dem Dreißigjährigen Krieg wurden während der Raubkriege von Ludwig XIV. erneute 12 Höfe verödet und die Bewohner mussten auf die Rheininseln oder nach Straßburg fliehen. Nach dem Pfälzischen Erbfolgekrieg und dem Abzug der französischen Truppen unter General Melac gab es in Helmlingen nur noch einen bewohnbaren Hof. Zehn Jahre danach wurde der Güterkomplex an die Wurmser von Vendenheim verkauft. Auch unter dem Spanischen Erbfolgekrieg litten die Helmlinger und mussten fliehen. Auf Befehl der Franzosen halfen im Jahr 1707 15 Mann aus Helmlingen und Muckenschopf bei Schanzarbeiten bei Söllingen, ungefähr gegenüber von Fort-Louis. Ab 1723 war der Güterkomplex im Besitz der Freiherrn Gayling von Altheim. Während des 1. Koalitionskrieg lagen fürstenbergische Dragoner und Husaren unter Feldmarschall Wurmser in den Dörfern des Hanauerlandes.
Nach dem Tod des letzten Hanauer Grafen, Johann Reinhard III., 1736 fiel das Erbe – und damit auch das Amt Lichtenau mit Helmlingen – an den Sohn seiner einzigen Tochter, Charlotte von Hanau-Lichtenberg, Landgraf Ludwig (IX.) von Hessen-Darmstadt. Zumindest dann wurde Helmlingen als Teil von Lichtenau verwaltet.

### Neuzeit
Mit dem Reichsdeputationshauptschluss wurde das Amt und Helmlingen 1803 dem neu gebildeten Kurfürstentum Baden zugeordnet. Es übernahm Teile des Gaylingschen Gutshofs.
1849 gründete der aus Lichtenau stammende Hauptmann Gottfried Feßler eine Bürgerwehr in Helmlingen. 1882 fand die größte der zahlreichen Hochwasserkatastrophen in Helmlingen statt, bei der mehrere Häuser stark beschädigt und komplett weggerissen wurden.

### 20. Jahrhundert
1940 und 1944 wurde Helmlingen mehrmals durch französische Artillerie beschossen. Bei einem weiteren Artillerieangriff im Jahr 1945 wurden 3 Einwohner getötet 1 Haus zerstört und 37 Häuser mehr oder weniger stark beschädigt.
1970 fand im Zuge der Kreisreform Baden-Württemberg 1973 eine Umfrage statt, bei der 67 % der Befragten sich für den Anschluss an den Ortenaukreis entschieden. Helmlingen gehörte zu diesem Zeitpunkt dem Landkreis Kehl an, der dann zum 1. Januar 1973 aufgelöst wurde und Helmlingen zum Ortenaukreis kam.
Am 1. Oktober 1974 wurde Helmlingen nach Freistett eingemeindet. Seit dem 1. Januar 1975 gehört der Ort zur Stadt Rheinau.

### Bevölkerungsentwicklung
| Jahr      | 1590 | 1790 | 1802 | 1857 | 1885 | 1925 | 1939 | 1946 | 1961 | 1970 | 1975 | 2012 |
| --------- | ---- | ---- | ---- | ---- | ---- | ---- | ---- | ---- | ---- | ---- | ---- | ---- |
| Einwohner | 28   | 69   | 307  | 546  | 758  | 816  | 756  | 823  | 849  | 877  | 854  | 881  |

## Wappen
Das Wappen besteht aus einem goldenen Hirschkopf mit silbernem Geweih mit insgesamt zehn Enden. Vor 1902 beinhaltete das Wappen einen Gänsefuß. Das heutige Wappen entstand dadurch, dass die Bewohner von Helmlingen ein neues Wappen mit Emblemen aus dem Wappen der Freiherrn Gayling von Altheim, das einen solchen Hirsch aufweist, wollten.

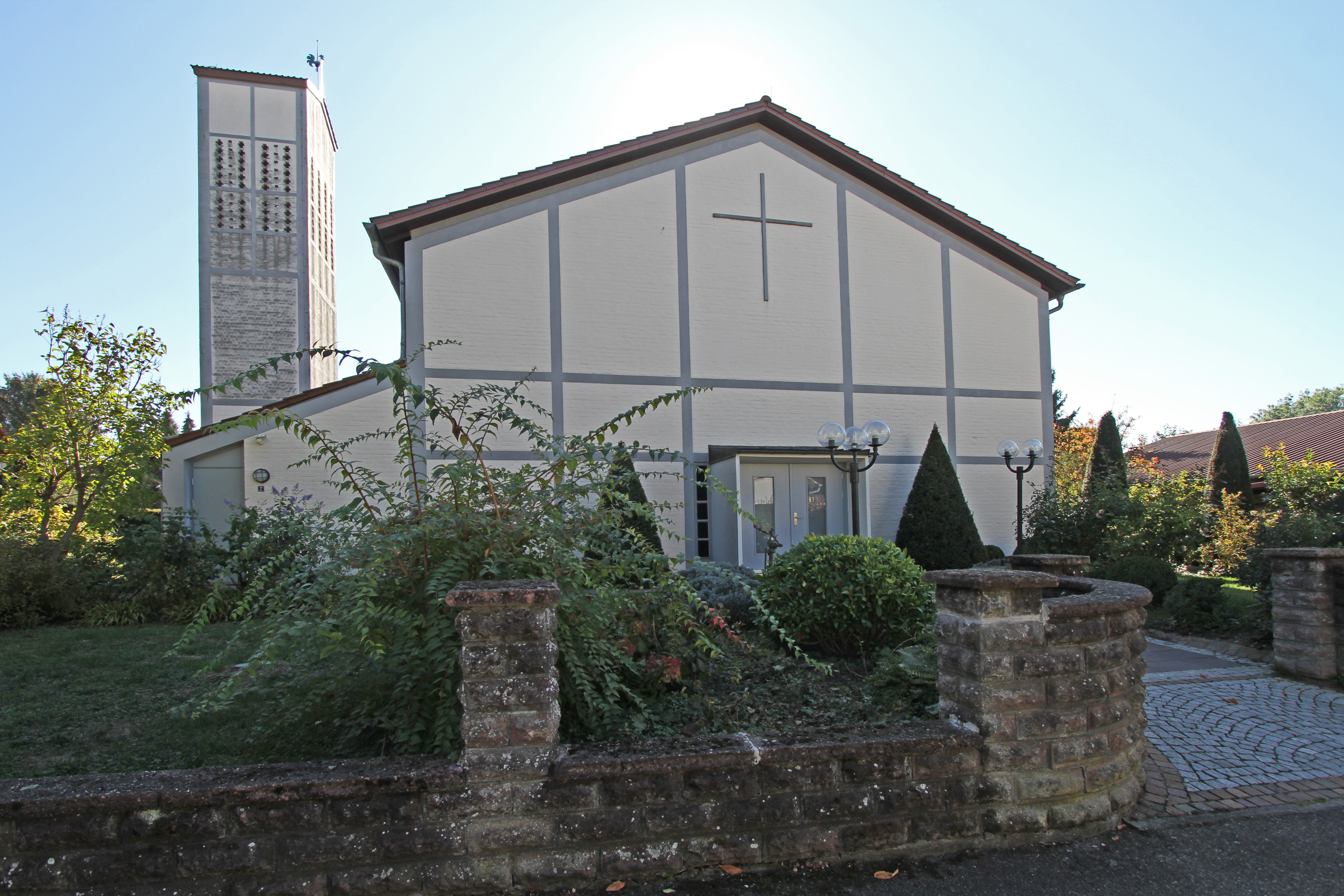
Evangelische Kirche

## Religion
Im Jahre 1552 wurde erstmals die „heilige capell zu Helblingen“ erwähnt. Die heutige, 1956 erbaute Kirche gehört zur evangelischen Kirchengemeinde Scherzheim/Muckenschopf und Helmlingen. Dort findet immer sonntags ein Gottesdienst statt.

## Wirtschaft und Infrastruktur

### Bildung
Seit 1966 gibt es eine Grundschule im Dorfzentrum. Zuvor existierte seit 1874 eine Schule gegenüber dem Rathaus, die auch eine Badeeinrichtung für die Dorfbewohner beherbergte.

### Verkehr
Helmlingen liegt an der K5316, die das Dorf mit der Landesstraße 75 verbindet. Außerdem verbinden Helmlingen Buslinien mit Achern, Lichtenau (Baden), Bühl, Kehl und den anderen Rheinauer Stadtteilen. Sie bedienen zwei im Dorf und eine im Wohnplatz „Bahnstation Helmlingen-Muckenschopf“ liegende Bushaltestellen. Das in Helmlingen ansässige Kieswerk verfügt über eine Schiffsanlegestelle zum Umschlag der abgebauten Baustoffe zum Rhein.

### Ansässige Unternehmen
Die größten Unternehmen in Helmlingen sind Zimmer Fruchtsäfte, Bickel-Tec GmbH und Staufer Holz GmbH.

### Sportvereine
- TuS Helmlingen 1920 e. V.
- TTV Muckenschopf/Helmlingen e. V.

## Natur
Auf der Gemarkung Helmlingen befinden sich die beiden Naturschutzgebiete Mittelgrund Helmlingen und Hinterwörth-Laast, sowie die Altrheine Hellwasser, Herrenwasser, Mittelkopf, Rubenkopfkehle und Judenloch.